# Spirama inaequalis
Spirama inaequalis är en fjärilsart som beskrevs av Butler 1883. Spirama inaequalis ingår i släktet Spirama och familjen nattflyn. Inga underarter finns listade i Catalogue of Life.